# Microsoft Windows 10
Windows 10 er et styresystem for personlige computere udgivet af Microsoft som en del af Microsoft Windows NT-familien. Windows 10 blev frigivet den 29. juli 2015. For at fremskynde systemets anvendelse blandt brugerne, meddelte Microsoft at det ville blive stillet gratis til rådighed i sit første år for brugere af Windows 7 og Windows 8.1, og opgraderinger af Windows 10 har siden været gratis.
Windows 10 introducerer en ny universel applikationsarkitektur således at apps kan køre på tværs af flere Microsoft-produktfamilier med næsten identisk kode — herunder PC, tablets, smartphones og Xbox One. Windows 10's brugergrænseflade kan både håndtere en museorienteret og en touchscreen-optimeret brugerflade alt efter det aktuelle behov, hvilket f.eks. er praktisk på tablets med aftageligt tastatur. I forhold til forgængeren Windows 8.1 indeholder Windows 10 en ny startmenu, der ligner Windows 7, men med Windows 8's fliser. Windows 10 introducerer også Task View, et virtuelt skrivebordssystem, Microsoft Edge webbrowser, nye og opdaterede apps, integreret understøttelse af login ved hjælp af fingeraftryks- og ansigtsgenkendelse samt DirectX 12 og WDDM 2.0 for at forbedre operativsystemets grafikfunktioner i spil.

## Udvikling
Ved en konference afholdt af Microsoft i 2011 blev det annonceret, at selskabet havde til hensigt at lave ét enkelt økosystem for pc'er, telefoner, tablets og andre enheder. "Vi vil ikke have ét økosystem til pc'er, og ét til telefoner, og ét til tablets — De skal alle sammen være i det samme økosystem."
I december 2013 rapporteredes det, at Microsoft arbejdede på en opdatering til Windows 8 med kodenavnet Threshold. Ligesom for opdateringen med kodenavnet "Blue" (som blev til Windows 8.1), skulle det være en "bølge af operativsystemer" på tværs af flere Microsoft-platforme og -tjenester, med en planlagt udgivelsesdato i andet kvartal af 2015. Blandt målene for Threshold var at skabe en samlet applikationsplatform og udviklingsmiljø til Windows, Windows Phone og Xbox One (som alle bruger en lignende Windows NT-kerne).

### Udmelding
I april 2014 ved en konference for windows-udviklere afslørede Microsoft en opdateret version af Windows 8.1, som tilføjede muligheden for at køre apps inden i vinduer og en mere traditionel startmenu i stedet for startskærmen i Windows 8. Den nye startmenu tog udgangspunkt i Windows 7's, da den kun fyldte en del af skærmen og også havde Windows 7's applikationsliste i første kolonne. Den anden kolonne havde Windows 8-lignende fliser. Det blev meldt ud, at disse ændringer ville komme i en fremtidig opdatering uden at dette blev uddybet nærmere. Microsoft afslørede også begrebet "en universel Windows app", som indebærer at apps skabt til Windows 8.1 skulle kunne overføres til Windows Phone 8.1 og Xbox One, idet de deler en fælles basiskode, med et fleksibelt interface for flere forskellige enheders skærmstørrelser, hvilket ville gøre det muligt for brugeren at dele data og licenser for en app mellem flere platforme. Windows Phone 8.1 ville dele næsten 90% af de fælles Windows Runtime API'er med Windows 8.1 på pc'er.
Threshold blev offentliggjort ved en mediebegivenhed den 30. september 2014 under navnet Windows 10. Det blev her erklæret, at Windows 10 ville blive Microsofts "mest omfattende platform nogensinde", altså en enkelt, samlet platform til stationære computere, bærbare computere, tablets, smartphones og all-in-one-enheder. Det blev understreget, at Windows 10 ville komme til at inkorporere mere af brugergrænsefladens mekanik fra Windows 7, for at forbedre oplevelsen for brugerne på ikke-touch-enheder og man vedgik, at man havde fået meget kritik omhandlende Windows 8's touch-orienterede interface af tastatur- og musebrugere.
Den 1. juni 2015 meddelte Microsoft, at Windows 10 ville blive frigivet den 29. juli 2015.

### Udgivelse
Yderligere oplysninger omkring Windows 10's funktioner blev præsenteret under en anden mediebegivenhed afholdt den 21. januar 2015 med titlen "Windows 10: The Next Chapter". Keynoten bød på afsløringen af blandt andet Cortana-integration i operativsystemet, nye Xbox-orienterede funktioner, Windows 10 for telefoner og små tablets.
Microsoft har ikke givet nogen klar begrundelse for at navngive det nye operativsystem "Windows 10" i stedet for det mere naturlige Windows 9. Terry Myerson fra Microsoft har dog udtalt, at "baseret på det produkt, der kommer, og hvor anderledes vores tilgang samlet set vil være, ville det ikke være rigtigt at kalde det Windows 9." Han jokede også, at de ikke kunne kalde det for "Windows One" (hvor han hentyder til flere nylige Microsoft-produkter med ordet "One", såsom OneNote, Xbox One og OneDrive), fordi de allerede havde lavet en Windows 1 (i 1983).